# Schloss Waldenfels

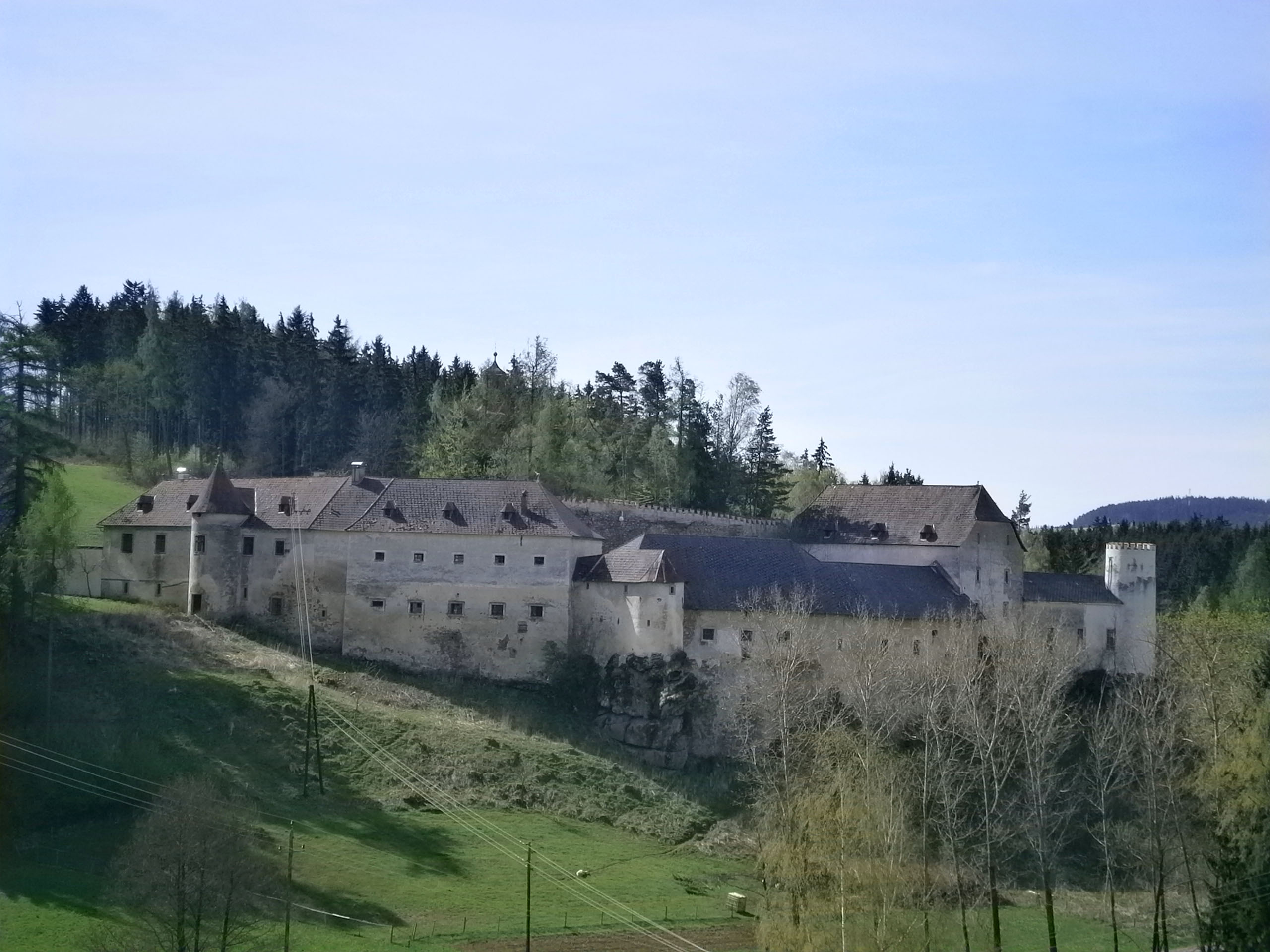
Schloss Waldenfels

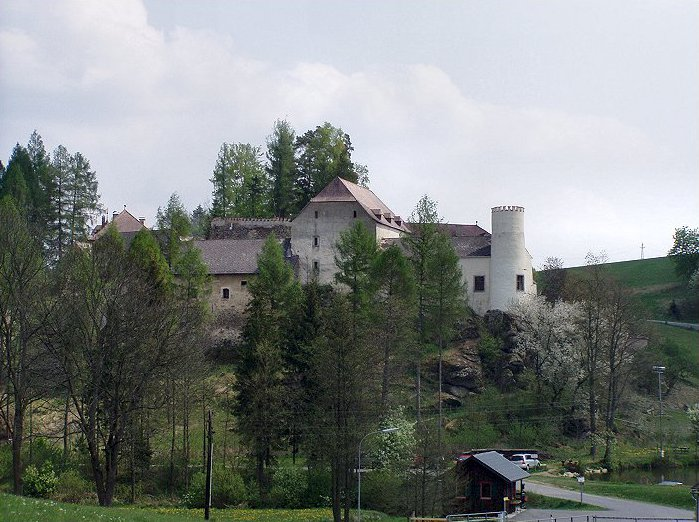
Das Schloss vom Kettenbachtal aus gesehen

Das Schloss Waldenfels ist eine Schlossanlage  im Mühlviertel in Oberösterreich. Sie befindet sich 500 Meter südlich des Ortes Reichenthal über dem Tal des Kettenbaches. Das erste Schloss wurde im 13. Jahrhundert errichtet, mehrmals umgebaut und ist seit 1636 im Besitz der Familie Grundemann-Falkenberg. Das heutige Erscheinungsbild entstand im 16. und 17. Jahrhundert.

## Geschichte
Der Überlieferung nach wurde die erste Burg um 1290 von den Brüdern Heinrich und Eberhard von Wallsee errichtet. Erstmals urkundlich erwähnt wurde Waldenfels jedoch erst im Jahr 1380 als Lehen von Herzog Albrecht III. 1390 kaufte dieser die Herrschaft und verpfändete sie 1396 an die Starhemberger. Zwischen 1449 und 1461 gelangte die Pfandherrschaft an die niederösterreichischen Plankensteiner, denn 1461 übergibt ein Hans von Plankenstein die Burg an Reinprecht von Polheim. 1474 wurde Waldenfels von Jaroslav Lev von Rosental, Obersthofmeister des Königreichs Böhmen, und dem geächteten Freistädter Patrizier Zinispan belagert.

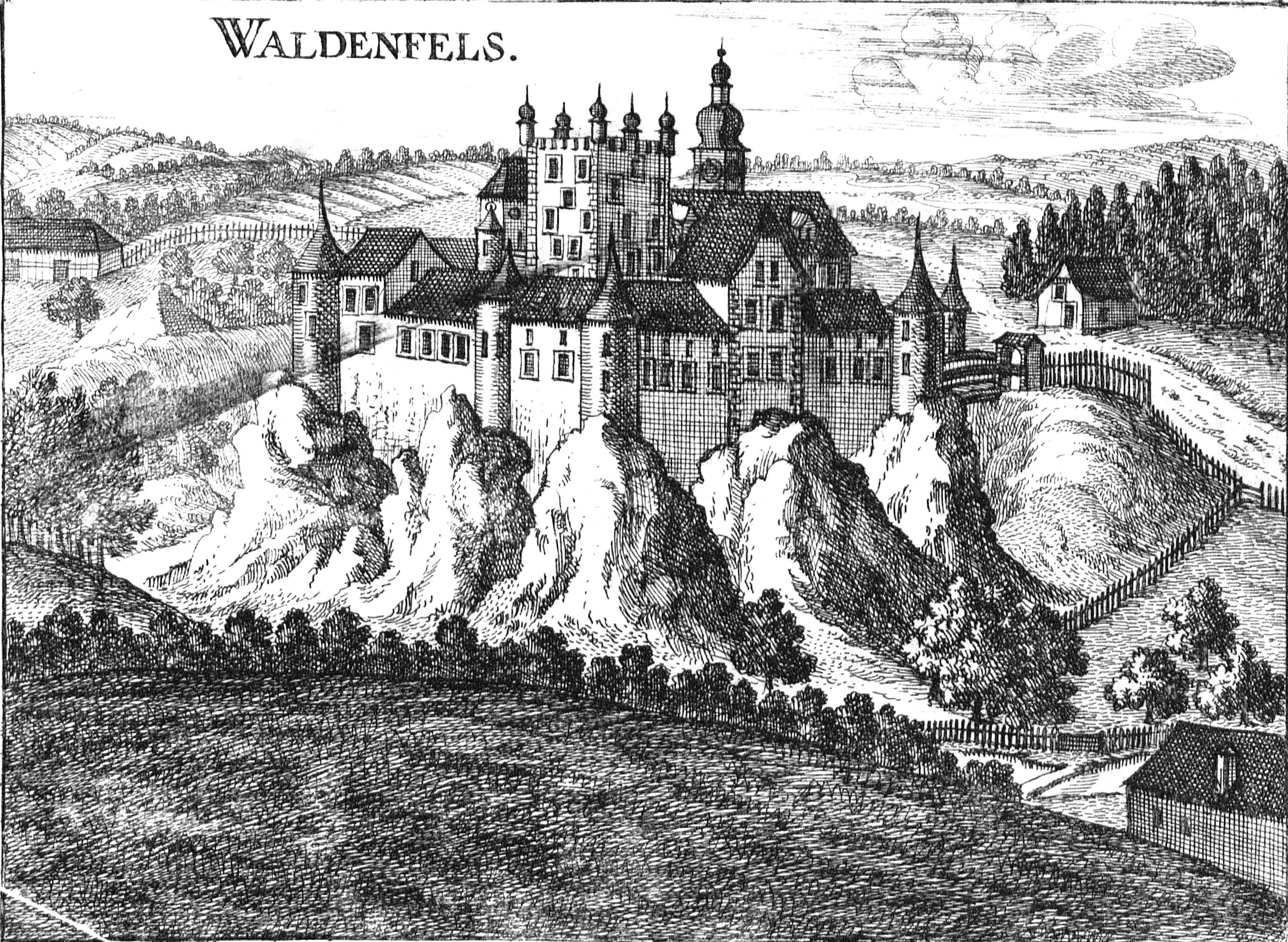
Schloss Waldenfeld nach einer Radierung von Georg Matthäus Vischer von 1674

1584 kaufte der letzte Pfandinhaber Joachim Stangel die Burg von Kaiser Rudolf II. und die Familie blieb bis 1636 im Besitz des Schlosses. 1636 kaufte Konstantin Grundemann von Falkenberg die Herrschaft, seitdem ist das Schloss im Besitz der Familie.
Nach dem Zweiten Weltkrieg wurde das Schloss zeitweilen von rund 700 sowjetischen Soldaten bewohnt, in folgenden 12 Jahren wurden die Schäden der Besatzungszeit behoben. Der aktuelle Besitzer ist Dominik Grundemann-Falkenberg.

## Bau
Das Schloss liegt an einem flachen Abhang. Es ist eine ausgedehnte, unregelmäßige Gebäudegruppe, die sich aus Bauteilen aus dem Mittelalter, der Renaissance und der Barockzeit zusammensetzt. Das heutige Aussehen wurde dem Schloss zu Beginn des 17. Jahrhunderts gegeben. Ein Hof mit einem Brunnen von 1702 wird von zweigeschoßigen, zum Teil in Arkadengänge aufgelösten Flügeln aus dem 16. Jahrhundert, gebildet. Zum Teil begrenzt diesen Innenhof der mächtige, quadratische Turm mit einem barocken Zwiebelhelm und einer zinnenbekrönten Mauer. Die Wohngebäude sind zweigeschoßig. Über dem Steinportal, bestehend aus einem Einmannloch und einem großen Tor, ist das Wappen der Grafen Grundemann angebracht.
Die mittelalterliche Hochburg wurde in den bestehenden Schlossbau einbezogen. Die südwestliche Terrasse, der sogenannte „Turnierhof“ aus dem 17. Jahrhundert ist heute ein Garten. Er ist von einer in Bögen aufgelösten Mauer umgeben.
In einem Trakt ist eine künstliche Höhle mit Tropfsteinen und einer weiblichen Figur zu sehen.